# Rose Hajdu
Rose Hajdu (* 1956 in Stuttgart) ist eine deutsche Fotografin, die sich auf Architekturfotografie spezialisiert hat. 

## Leben
Die 1956 in der baden-württembergischen Landeshauptstadt Stuttgart geborene Hajdu bestand 1975 ihr Abitur und absolvierte anschließend eine Ausbildung im Bereich der Werbe- und Architekturfotografie. Von 1978 bis 1981 war sie als „Amtsfotografin“ des Landesdenkmalamts Baden-Württemberg tätig, das zu jener Zeit noch seinen Sitz in der Villa Gemmingen in Stuttgart hatte. Es folgten Auslandsaufenthalte Hajdus in Europa, Nordafrika und Südamerika.
Seit 1985 ist Rose Hajdu als freiberufliche Fotografin selbstständig tätig. Zu den Schwerpunkten ihrer Arbeit zählen nach wie vor die Themenbereiche Architekturfotografie und Denkmalpflege, außerdem Archäologie und Kunst. Ihre Arbeiten zu diesen Themen erschienen seit 1986 in verschiedenen Kunst- und Kulturführern zu Orten in Süddeutschland. 
Im Auftrag des Deutschen Dokumentationszentrums für Kunstgeschichte – Bildarchiv Foto Marburg dokumentierte Hajdu im Jahr 2009 fotografisch den Stuttgarter Hauptbahnhof vor dem geplanten Teilabriss, der im Zuge des Projekts Stuttgart 21 geplant war. Ihr besonderes Interesse am Werk von Paul Bonatz und an den anderen Architekten der Stuttgarter Schule war damit geweckt.
Seit 2011 veröffentlicht Hajdu als Hauptautorin auch eigene Bildbände. Ihre fotografischen Werke wurden mehrfach in Ausstellungen gezeigt. 

## Publikationen (Auswahl)
Bildbände
- Keltengold: Die Schätze der Fürstengräber in einzigartigen Aufnahmen. Thorbecke, Ostfildern 2011, ISBN 978-3-7995-0881-0.
- Hauptbahnhof Stuttgart: Ein Wahrzeichen in Bildern. Mit Texten von Ulrike Seeger. Thorbecke, Ostfildern 2011, ISBN 978-3-7995-0879-7.
- Rathaus Reutlingen. Bestandsaufnahme(n). Architekturfotografie. Mit historischen Schwarzweiß-Aufnahmen von Gottfried Planck und Beiträgen von Adrian von Buttlar. Wasmuth, Tübingen 2012, ISBN 978-3-8030-0747-6.[3]
- Marc Hirschfell, Wolfgang Voigt (Hrsg.): Paul Bonatz – Bauten an Rhein und Neckar. Wasmuth, Tübingen 2014, ISBN 978-3-8030-0754-4.
- Elisabeth Spitzbart, Jörg Schilling: Martin Elsaesser. Kirchenbauten, Pfarr- und Gemeindehäuser. Mit Neuaufnahmen von Rose Hajdu. Wasmuth, Tübingen 2014, ISBN 978-3-8030-0778-0.
- Theodor Fischer. Architektur der Stuttgarter Jahre. Mit Texten von Dietrich Heißenbüttel. Wasmuth, Tübingen 2018, ISBN 978-3-8030-0795-7.[4]
- Max-Richard Freiherr Raßler von Gamerschwang (Hrsg.): Schloss Weitenburg. Fotos von Rose Hajdu. Mit Texten von Harald Schukraft. Kunstverlag Josef Fink, Lindenberg i. Allgäu 2020, ISBN 978-3-95976-215-1.

Fotoillustrationen in Kunstführern
- Ulrich Gräf: Kunst- und Kulturdenkmale im Kreis Ludwigsburg. Kunstführer. Theiss, Stuttgart 1986, ISBN 978-3-8062-0466-7.
- Julius Fekete: Kunst- und Kulturdenkmale in Stadt- und Landkreis Heilbronn. Theiss, Stuttgart 1991, ISBN 978-3-8062-0556-5.
- Richard Strobel: Wasserspeier. Bestand und Bedeutung am Beispiel des Heiligkreuzmünsters in Schwäbisch Gmünd. Theiss, Stuttgart 2009, ISBN 978-3-8062-2341-5.
- Enrico De Gennaro (Hrsg.): Heinz Rall – Kirchenbauten. Ein subjektiver Blick auf Architektur und Licht von elf ausgewählten Kirchen. Fotografien von Rose Hajdu. Text: Reinhard Lambert Auer. Römermuseum Güglingen, Güglingen 2020, ISBN 978-3-9812803-9-5.[5]

## Ausstellungen (Auswahl)
- Erde und Licht – Die Fotografin Rose Hajdu zu Gast im Keltenmuseum Heuneburg. 27. April bis 1. November 2012, Sonderausstellung im Keltenmuseum Heuneburg in Herbertingen[1]
- Bauten von Paul Bonatz (1877–1956). Architekturfotografie von Rose Hajdu. 14. Juli bis 4. September 2016, Fotoausstellung im Museum im Storchen in Göppingen[2]
- Kirchenbauten Heinz Rall – Fotografien von Rose Hajdu. 20. März bis 17. Juli 2022, Fotoausstellung anlässlich seines 100. Geburtstags in Sindelfingen[6]